# 武者武者
武者武者（むしゃむしゃ）は、吉本興業（大阪本社）所属のお笑いコンビ。2009年結成。NSC大阪校32期生。主によしもと漫才劇場で活動中。

## 概要
福井県立若狭高等学校の同級生。ともに3年間のサラリーマンを経験した後に、大阪NSCに32期生として入学しコンビ結成。

## メンバー
杉岡 勇治（すぎおか ゆうじ、1987年8月14日 - ）（38歳）
- 立ち位置は向かって左、ボケ担当。
- 福井県小浜市出身、血液型はA型。身長178 cm、体重66 kg。
- 旧芸名は、現場監督杉岡、天才外科医
- ガンバレルーヤが大阪時代にしていた川掃除のアルバイトの同僚であった[3]。
- 趣味はマウンテンバイクでサイクリング。
- 2015年に一般女性と結婚し、娘が2人いる。
- 2018年6月15日放送の『メッセンジャーの○○は大丈夫なのか？』で3月分のアルバイトの給料が未払いであり、アルバイト先の店長とも連絡がつかなくなっていることが明らかにされた[4]。またロケに訪れた、藤崎マーケット・トキに「サッカーのメッシの髪の毛くらいの月収」と称された。
- 福井県でラジオのレギュラーが2018年4月から開始されたが、交通費の問題で制作側が呼ぶかどうか悩んでいたため、ギャラから交通費を抜いてもよいと言ってしまった[4]。
- 2022年11月26日放送の『痛快!明石屋電視台』にて、妻が「ケラチナミン」の名前でX（旧：Twitter）アカウントを運営しており、杉岡に関する愚痴やエピソードを投稿していることが明かされた[5]。

濱坂 恭平（はまさか きょうへい、1987年6月1日 - ）（38歳）
- 立ち位置は向かって右、ツッコミ担当。
- 福井県小浜市出身、血液型はA型。身長178 cm、体重69 kg。
- 旧芸名は、濱坂きょんきょん
- 元信金マンで札勘定が得意。
- 2015年に一般女性と結婚し、娘が1人いる。
- 2022年度よしもと漫才劇場オシャレ芸人ランキングにて第4位にランクイン[6]。

## 芸風
漫才、コント両方を行う。

## 賞レースでの戦績

### M-1グランプリ
| 年度             | 結果         | エントリー No. | 会場                                   | 日程     | 備考 |
| ---------------- | ------------ | -------------- | -------------------------------------- | -------- | ---- |
| 2015年（第11回） | 2回戦進出    | 721            | 【大阪】テイジンホール                 | 10月6日  |      |
| 2016年（第12回） | 準々決勝進出 | 1507           | 【大阪】なんばグランド花月             | 11月7日  |      |
| 2017年（第13回） | 3回戦進出    | 1467           | 【大阪】よしもと漫才劇場               | 10月25日 |      |
| 2018年（第14回） | 準々決勝進出 | 2191           | 【大阪】なんばグランド花月             | 11月5日  |      |
| 2019年（第15回） | 準々決勝進出 | 2354           | 【大阪】なんばグランド花月             | 11月18日 |      |
| 2020年（第16回） | 2回戦進出    | 2210           | 【京都】よしもと祇園花月               | 10月28日 |      |
| 2021年（第17回） | 3回戦進出    | 2614           | 【京都】よしもと祇園花月               | 10月27日 |      |
| 2022年（第18回） | 3回戦進出    | 3413           | 【京都】よしもと祇園花月               | 10月26日 |      |
| 2023年（第19回） | 3回戦進出    | 3074           | 【京都】よしもと祇園花月               | 10月29日 |      |
| 2024年（第20回） | 3回戦進出    | 6151           | 【大阪】COOL JAPAN PARK OSAKA TTホール | 10月28日 |      |

### その他
- THE MANZAI2014 2回戦進出（ゼロ番手として本戦サーキット（10月25日：京都予選）の前説を担当した）

## 出演番組

### テレビ
- ロングコートダディのつるつるいっぱい学園（BSよしもと）- 不定期出演

### ラジオ
- 午後はとことん よろず屋ラジオ（FBCラジオ、2018年4月5日 - 2024年3月28日）- 木曜パーソナリティ[8]